# Nhơn Thạnh
Nhơn Thạnh là một xã thuộc thành phố Bến Tre, tỉnh Bến Tre, Việt Nam.

## Địa lý
Xã Nhơn Thạnh nằm ở phía đông nam thành phố Bến Tre, có vị trí địa lý:
- Phía đông và phía nam giáp huyện Giồng Trôm
- Phía tây giáp xã Phú Nhuận
- Phía bắc giáp các xã Mỹ Thạnh An và Phú Hưng.

Xã có diện tích 9,31 km², dân số năm 1999 là 6.845 người, mật độ dân số đạt 735 người/km².

## Lịch sử
Trước đây, xã Nhơn Thạnh thuộc huyện Giồng Trôm.
Ngày 15 tháng 3 năm 1984, Hội đồng Bộ trưởng ban hành Quyết định 46-HĐBT. Theo đó, sáp nhập xã Nhơn Thạnh vào thị xã Bến Tre.